# ديفيد راسيل (موسيقي)
ديفيد راسيل (بالإسبانية: David Russell)‏ هو موسيقي وعازف قيثارة إسباني، ولد في 1 يونيو 1953 في غلاسكو في المملكة المتحدة.

## وصلات خارجية
- دايفيد راسيل على موقع ميوزك برينز (الإنجليزية)
- دايفيد راسيل على موقع ديسكوغز (الإنجليزية)